# Forum de l'islam de France
Le Forum de l'islam de France (FORIF), est un format de dialogue entre l’État et le culte musulman. Il s’est réuni pour la première fois le 5 février 2022 au palais d’Iéna à Paris. Il rassemble des acteurs locaux du culte musulman, notamment issus des Assises territoriales de l’islam de France (ATIF), pour travailler sur des sujets concrets concernant le culte.

## Généalogie

### L'échec du Conseil français du culte musulman (CFCM)
Créé en 2003, le Conseil français du culte musulman (CFCM) avait pour objectif de constituer un interlocuteur officiel de l’islam pour les pouvoirs publics, comme il en existe pour les autres religions en France. En raison de trop nombreuses querelles internes entre les huit fédérations nationales qui composaient le CFCM, l’organisation était paralysée et dysfonctionnelle. Face à cette situation, le ministre de l'Intérieur, Gérald Darmanin, s’est exprimé sur la légitimité du CFCM le 12 décembre 2021 : « Le CFCM, pour les pouvoirs publics, n’existe plus, n’est plus l’interlocuteur de la République ».
Le 13 décembre 2021, dans un communiqué, le CFCM a dénoncé les propos de Gérald Darmanin estimant notamment que « cette déclaration n’est pas acceptable ni sur la forme ni sur le fond. […] La rupture unilatérale du dialogue entre les pouvoirs publics et l’instance représentative du culte musulman n’a jamais été signifiée au CFCM ».
De fortes dissensions étaient apparues notamment en raison du refus de trois fédérations membres du CFCM de signer la charte des principes pour l’islam de France, (le Comité de coordination des musulmans turcs de France – CCMTF –, la Confédération islamique Millî Görüş – CIMG – et Foi & Pratique). Ces dernières ont finalement accepté de signer la charte le 24 décembre 2021.
Les propos du ministre s’expliquent notamment par la volonté du gouvernement de mettre fin à l’influence de pays étrangers, appelé « islam consulaire », et parce que la paralysie dans laquelle était plongé le CFCM en raison des dissensions continuelles entre les huit fédérations musulmanes n’avait pas permis de faire avancer des dossiers importants comme la formation et le statut des cadres religieux musulmans.
Le président du CFCM, Mohammed Moussaoui a reconnu par la suite l’échec du CFCM déclarant que « tel qu’il existe aujourd’hui, il n’est plus viable et ne peut se réformer de l’intérieur ».
Pour renouveler les relations entre l’État et le culte musulman, les pouvoirs publics ont décidé de prolonger au niveau national les discussions entamées dans le cadre des « instances de dialogue » (IDD) nationales organisées en 2014 et 2015, et des « assises territoriales de l’islam de France » (ATIF) organisées autour des préfets en 2018, 2019 et 2021.
Le 16 février 2023, le président Emmanuel Macron déclare avoir « décidé de mettre au fin au Conseil français du culte musulman ».
Toutefois, le recteur de la mosquée de Villeurbanne et membre du FORIF, Azzedine Gaci, tempère les propos du président de la République, en affirmant que : "Il [le CFCM] continuera ses activités mais il ne sera qu’une association parmi d’autres. Il ne sera plus considéré comme porteur des aspirations de l’islam et des musulmans de France."

### La naissance du FORIF et son avenir
Dans ce contexte, l’État a choisi de mobiliser les acteurs locaux identifiés comme compétents sur les sujets d’intérêt général liés au culte musulman afin d’entamer un dialogue sur des sujets déterminés. Ce nouveau format marque le passage d’une approche organique avec la recherche d’un représentant unique, à une volonté de dialogue direct au niveau départemental et au niveau national avec des interlocuteurs représentatifs de l’ensemble des courants présents dans le culte musulman en France.
Le Forum de l’islam de France devrait se réunir annuellement après l’organisation des ATIF dans les départements.

## Fonctionnement
À l’issue de la troisième édition des Assises territoriales de l’islam de France (ATIF) organisées en 2021, les préfets de département ont exposé au ministre de l’Intérieur les réflexions menées localement et ont identifié les associations locales représentatives ou les acteurs locaux du culte musulmans susceptibles de contribuer aux groupes de travail sur quatre thématiques :
- fonctionnement et gestion des aumôneries,
- professionnalisation et recrutement des imams,
- lutte contre les actes antimusulmans et sécurité des lieux de culte,
- application de la loi confortant le respect des principes de la République.

Les conclusions de ces groupes de travail, composés d’une quinzaine de membres environ, ont ensuite été soumises, via les préfets aux instances locales de dialogue avec le culte musulman afin que chacune puisse faire ses observations.
Cette large consultation a permis d’alimenter les débats au sein des groupes de travail et de proposer des pistes de travail concrètes qui seront soumises à l’ensemble des acteurs du culte qui souhaitent contribuer à cette dynamique.
Le 5 février 2022, la première session plénière du FORIF se tient au sein du Conseil économique, social et environnemental (CESE). À cette occasion, les rapporteurs de chacun des quatre groupes de travail présentent un compte rendu des travaux devant le ministre de l’Intérieur.
Lors de son discours, Gérald Darmanin a souligné notamment que « la représentation du culte musulman doit désormais tenir compte d’une réalité qui a changé. Bien plus de la moitié des musulmans de notre pays sont des Français nés en France. »
Dans un entretien donné à Ouest-France, Tareq Oubrou, qui a participé à la session plénière du FORIF, indique que « l’État souhaite réorganiser le culte par le bas, dans les départements » et ajoute qu’il a « proposé de l’articuler autour de trois piliers indépendants : une instance composée de gestionnaires et d’administrateurs des lieux de culte, un conseil national des imams constitué de ministres du culte et un organe dédié au financement du culte, des lieux et des ministres. »
Kamel Kabtane, recteur de la Grande Mosquée de Lyon et président du Conseil des mosquées du Rhône, explique que le FORIF pourrait « faire en sorte que la situation des musulmans de France soit réglée ici en France et pas ailleurs » avant d’indiquer : « Je ne dis pas que le Forif va remplacer le CFCM : c'est un lieu de réflexion, de proposition. Il va susciter surtout des nouvelles vocations et de nouvelles personnalités qui vont représenter de façon un peu plus structurée et de moins et moins centralisée que le CFCM. »
Pour Anouar Kbibech, le FORIF est « un acte fondateur des relations et du dialogue entre l’État et le culte musulman en France. »

## Critiques
Parmi les musulmans et les observateurs du dossier, certains redoutent que le FORIF, faute de représentants bien identifiés, soit une structure « fourre-tout » peu maniable ; d’autres qu’il soit aussi peu représentatif que le CFCM, ses participants ayant été choisis par l’État. Certains dénoncent une manœuvre électoraliste, à deux mois de l’élection présidentielle, visant à ce que le gouvernement actuel « laisse son empreinte » sur la gouvernance de l’islam. Le ministère de l’intérieur s’en défend, et assure que la balle est désormais dans le camp des participants. « Dans cette histoire, l’État n’est qu’un entremetteur », résume Gérald Darmanin.
Jacques Myard, Maire de Maison-Laffite (LR) considère que le FORIF en regroupant les musulmans dans une nouvelle institution va recréer une communauté ; « c’est du communautarisme en puissance et le risque est d’autant plus certain qu’il existe autant d’interprétations de l’Islam qu’il y a de musulmans. ».
Dans une tribune au Monde, le politiste Franck Frégosi regrette qu’a « aucun moment, l’idée de laisser les fidèles musulmans, à l’instar de ce que font les juifs et les protestants français, choisir par voie d’élections ceux qui auront pour fonction de gouverner les instances communautaires depuis la base jusqu’au sommet n’a été sérieusement envisagée » et considère que « la création du Forif se présente plutôt comme une opération médiatique destinée à démontrer que le chef de l’État, Emmanuel Macron, entend, lui aussi, laisser son empreinte sur la gouvernance de l’islam ».